# Georges Leclanché
Georges Leclanché (Parmain, 9 d'octubre de 1839 – París, 14 de setembre de 1882) va ser un enginyer francès autor de la Pila Leclanché, i precursor de les piles seques.

## Biografia
Leclanché nasqué a Parmain (Seine-et-Oise), França, els seus pares s'exilaren al Regne Unit i allà va rebre l'educació completada al'École Centrale des Arts et Manufactures (École Centrale Paris), on es va graduar com enginyer el 1860. Per questions polítiques emigrà a Brussel·les on bastí un petit laboratori on desenvolupà la seva primera pila basada en el carbonat de coure i després una altra basada en el zinc i l'òxid de manganès. Ràpidament el seu invent va ser adoptat pels ferrocarrils de Bèlgica i els Països Baixos.
Arran de la caiguda de Napoleó III, tornà a França on s'associà amb Ernest Barbier per fundar l'empresa "Leclanché-Barbier".